# Alessandro Doveri
Alessandro Doveri (Siena, 1771 – Siena, 10 novembre 1845) è stato un architetto e ingegnere italiano.

## Biografia
Studiò architettura a Pisa e fu un professionista molto attivo nella sua natia Siena. Tra il 1814 e il 1817 progettò e realizzò il Teatro dei Rozzi in stile neoclassico. Dal 1817 al 1836 fu architetto dello scrittoio delle regie fabbriche di Siena, la cui competenza si estendeva su tutto il compartimento senese.
Dal 1818 al 1825 fu anche ingegnere dell'ufficio generale delle Comunità della città e provincia superiore di Siena, e lavorò molto nella progettazione di strade e ponti in tutta la provincia. Insegnò inoltre architettura, geometria, geodesia e prospettiva all'Accademia di belle arti di Siena (1818-1828).
Anche il figlio Lorenzo fu noto architetto.